# Leitart

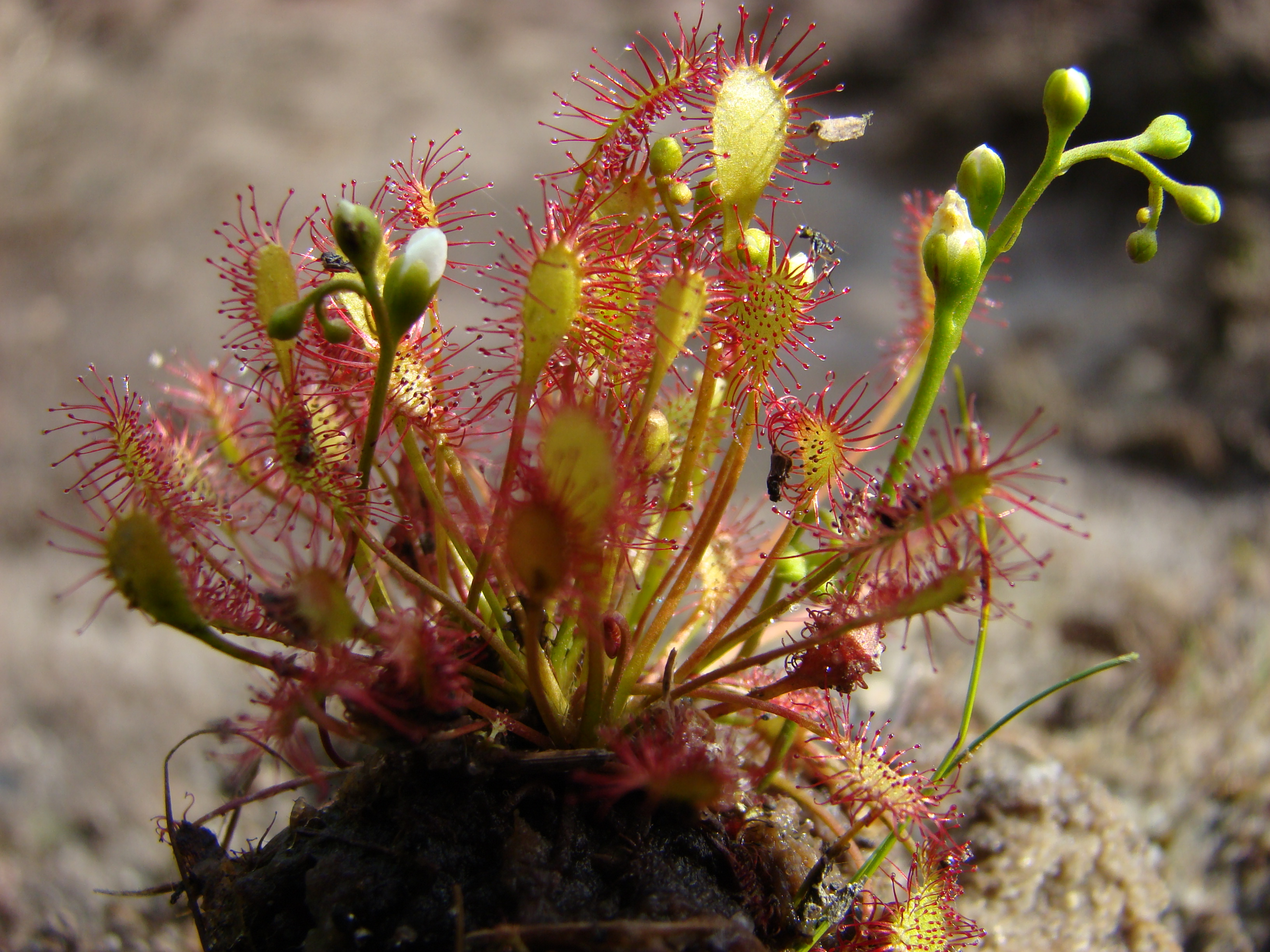
Blühender Mittlerer Sonnentau, eine der Leitarten im Biosphärenreservat Oberlausitzer Heide- und Teichlandschaft

Eine Leitart oder Leitform ist eine Tier- oder Pflanzen-Art, die besonders charakteristisch für einen bestimmten Biotop-Typ oder eine bestimmte Lebensgemeinschaft ist. Sie reagieren durch spezielle Ansprüche besonders empfindlich auf Landschaftsveränderungen und sind an bestimmte Lebensraumeigenschaften eng gebunden.

## Begrifflichkeiten
Das Vorkommen der Leitart kann danach abkürzend für die gesamte Lebensgemeinschaft (oder für deren Vollständigkeit) stehen. So kann im Naturschutz aus dem Vorkommen bestimmter Leitarten auf die Verbreitung oder die Vollkommenheit schutzwürdiger Biotope/Lebensgemeinschaften geschlossen werden. Dabei gehören die Leitarten nicht zwingend zu den häufigsten Arten.
In der Vegetationskunde wird häufiger der verwandte Ausdruck Charakterart verwendet. Dieser ist in der Pflanzensoziologie mit spezieller Bedeutung definiert und ersetzt in dieser Wissenschaft den allgemeineren Begriff.

## Beispiele
Der Schwarzspecht (Dryocopus martius) ist beispielsweise eine Leitart für naturnahe Rotbuchenwälder, oder der Biber eine Leitart strukturreicher, naturnaher Fließgewässer. Speziell auf  Leitfischarten beruht das Ordnungssystem der Fließgewässer mit seiner Einteilung in Fischregionen wie Forellen-, Äschen-, Barben- und Brachsenregion.

## Belege
- Matthias Schaefer: Wörterbuch der Ökologie. 4. Auflage, Spektrum Akademischer Verlag, Heidelberg, Berlin 2003, S. 186. ISBN 3-8274-0167-4
- Nentwig, Bacher, Beierkuhnlein, Brandl, Grabherr: Ökologie. Spektrum Akademischer Verlag, Heidelberg, Berlin 2004, S. 272, ISBN 3-8274-0172-0